# Daniel Ducreux
Daniel Ducreux (* 11. Februar 1947 in Saint-Philbert-sur-Risle, Département Eure, Frankreich) ist ein ehemaliger französischer Radrennfahrer.
Als Amateur gewann Ducreux 1968 eine Etappe der Tour de l’Avenir. Anschließend vertrat er Frankreich bei den Olympischen Sommerspielen 1968, wo er im Straßenrennen den 33. Platz belegte. Nachdem er bei der Friedensfahrt 1969 eine Etappe gewonnen hatte, wurde er im selben Jahr Berufsfahrer beim Radsportteam Mercier.
Als Profi gewann er 1971 eine Etappe der Portugal-Rundfahrt und beendete die Tour de France 1973 und 1974 auf den Plätzen 55 und 90. 1974 wurde er bei einer Dopingkontrolle während dieser Rundfahrt positiv getestet.
Nach der Saison 1975 beendete Ducreux seine Radsportkarriere.

## Erfolge
1968
- eine Etappe Tour de l’Avenir

1969
- eine Etappe Friedensfahrt

1971
- eine Etappe Portugal-Rundfahrt